# Persephone Corona
Persephone Corona est une corona, formation géologique en forme de couronne, située sur la planète Vénus par -36° S et 304,6° E. Elle est localisée dans le quadrangle de Nepthys Mons. Elle a été nommée en référence à Persephone, déesse grecque du monde des morts, fille de Demeter. 

## Géographie et géologie
Persephone Corona couvre une surface circulaire d'environ 120 km de diamètre. 